# Estación de Reus (Metrovalencia)
Reus es una estación de la línea 4 de Metrovalencia. Fue inaugurada el 21 de mayo de 1994. Se encuentra en la calle Reus en la intersección con la calle Doctor Olóriz, distrito de La Zaidía, barrio de Marchalenes.